# Josep Zendrera i Fecha
Josep Zendrera i Fecha   (Barcelona, 1894 - Barcelona, 1969) fou un editor català d'origen aragonès, fundador de l'Editorial Joventut.
En realitat es deia Fernández de Zendrera, encara que no usava aquest primer cognom de llinatge. Va crear una editora per publicar les traduccions dels llibres que necessitava en els seus estudis de professorat mercantil. Va impulsar des de la Sociedad General de Publicaciones, la revista Lecturas inspirada en la francesa Lectures pour tous. El 1923, quan va fundar Editorial Joventut, Zendrera formava part d'una segona generació d'editors catalans de segle xx, en la dècada dels vint es van crear altres com Barcino, Proa o la Fundació Bernat Metge. Va descobrir a autors com Zane Grey o James Oliver Curwood, sobre l'oest americà, o biògrafs com l'alemany Emil Ludwig i l'austríac Stefan Zweig. En el camp infantil i juvenil, va traduir obres com "Heidi", "Emili i els detectius", "Alícia al país de les meravelles" o "Peter Pan i Wendy". També va ser el creador de la sèrie "la novel·la rosa" amb autors com Rafael Pérez i Pérez o Luisa-María Linares. Després Editorial Joventut es va especialitzar en altres gèneres com els llibres de mar, muntanya i viatges, amb autors com Thor Heyerdahl. També va publicar llibres d'art, diccionaris i sèries de butxaca com la "Col·lecció Z", i va incorporar a autors infantils com el belga Hergé i la britànica Enid Blyton. Veí de Sarrià, fou amic de Marañón, Ricardo Baroja i de Josep Pla, a qui va encarregar, el llibre "Cadaqués". Va obrir delegacions de l'editorial Joventut a Amèrica, va ser l'organitzador d'alguns congressos mundials d'editors i va traduir el llibre bàsic de Stanley Unwin, "La veritat sobre el negoci editorial" (1929). Va tenir cinc fills: Conxita, Josep Maria, Pau, Lluís Manuel i Jordi que van treballar amb ell.